# Кубанская область (РСФСР)
Куба́нская область — административная единица в составе Российской Советской Федеративной Социалистической Республики, существовавшая с марта по 7 декабря 1920 года на территории Кубани.
Административный центр — Екатеринодар.
- 17 ноября 1920 года часть области вошла в состав Горской АССР.
- 7 декабря 1920 года область ликвидирована, территория вошла в состав Кубано-Черноморской области.